# BAG (Album)
BAG ist der Titel des 2005 veröffentlichten Alternative-Studioalbums des kanadischen Musikers Bag. Es erschien auf dem von Gene Simmons gegründeten Label Simmons Records und wurde über Sanctuary Records vertrieben.

## Hintergrund
Bag, der mit bürgerlichem Namen Alex Chuaqui heißt, verfügte bereits seit seiner Jugend über Erfahrungen als Musiker. Er war Gründungsmitglied der kanadischen Gruppe Queen City Kids und hatte Songs für das sechste Album der Gruppe Loverboy, VI, geschrieben. 2004 beteiligte er sich als Songwriter an Simmons’ zweitem Soloalbum, Asshole, das dieser auf seinem eigenen Label veröffentlichte. Simmons war durch ein Demoband auf den Künstler aufmerksam geworden. In der Pressemitteilung zum Album beschrieb er dessen Arbeitsweise so:

“BAG is a one man band, he writes his own songs. Sings them. Lead vocals and background vocals. Plays all the instruments. Produces, Mixes and in almost all ways, seems to have avoided the pitfalls of being in a band. Chances are this ‘band’ won’t break up because of internal conflict. This one may actually stay together.”

„BAG ist eine Ein-Mann-Band, er schreibt seine Lieder selbst. Singt sie. Hauptstimme und Begleitgesang. Spielt alle Instrumente. Produziert und mischt, und scheint auf jede Art die Fallstricke umgangen zu haben, die es mit sich bringt, wenn man in einer Band ist. Es besteht die Chance, das diese ‘Band’ nicht wegen interner Konflikte zerbricht. Diese könnte tatsächlich zusammenbleiben.“

Chuaqui nahm sein Album in seinem eigenen Studio auf. Entgegen der in der Pressemitteilung veröffentlichten Version spielte er nicht alle Instrumente selbst, sondern wurde von Darren Paris unterstützt, der für  sechs der aufgenommenen Lieder Bass spielte. Chuaqui spielte Gitarren, Keyboards, Percussion und sang, außerdem wirkte er als Musikproduzent.
Das Album erschien am 13. September 2005, für die Single I Cant Stand Your Face wurde ein Musikvideo produziert.

## Titelliste
| Nr. | Titel                               | Autor(en)          | Länge |
| --- | ----------------------------------- | ------------------ | ----- |
| 1.  | Uh Uh Uh Uh                         | Bag                | 3:46  |
| 2.  | I Can’t Stand Your Face             | Bag / The Lady Bag | 2:36  |
| 3.  | Pavement                            | Bag                | 3:44  |
| 4.  | I Hate You Baby                     | Bag                | 2:26  |
| 5.  | Blown Away                          | Bag                | 4:49  |
| 6.  | Aye Mi Amore (I’m So F***in' Horny) | Bag                | 4:31  |
| 7.  | Wasted                              | Bag                | 4:34  |
| 8.  | Afterlife                           | Bag                | 4:18  |
| 9.  | I Can’t Shut My Mouth               | Bag                | 3:35  |
| 10. | Starlight                           | Bag, Gene Simmons  | 3:37  |
| 11. | Love Is What You Make It            | Bag                | 4:48  |
| 12. | There’s A Hole In My Heart          | Bag                | 2:47  |
| 13. | Magdalene                           | Bag                | 3:16  |
| 14. | Ballad Of Johnny Eunuch             | Bag                | 3:51  |

## Rezeption
David Jeffries schrieb für allmusic, wenn man „die Anstößigkeit von Insane Clown Posse mit der Verrücktheit von Beck und der Gewitztheit der Eels mische“ und ein wenig von Todd Rundgrens „einzelgängerischer Zauberei“ einsprenkle, ergebe das den Sound von Bag. Das Album sei „beladen mit Marotten und dramatischen Verdrehungen“ und werde „von Zeit zu Zeit schwerfällig.“ Die Lieder des Albums seien „in ihren Arrangements sehr ambitioniert, episch und theatralisch, aber kein Rock ’n’ Roll.“ Im letzten Viertel des Albums fänden sich einige „süße Balladen“, deren Arrangements „einnehmend“ seien und deren Produktion einen Jeff Lynne „eifersüchtig“ werden ließen. Zum Glück sei dieser Einzelgänger „mehr Treffer als Fehlversuch“, und es fänden sich Beweise auf diesem Debüt, dass dies auch so bleiben könne. Wenn man die „Ungeschicktheit seiner einfühlsam-gegen-schmuddelig-Dichotomie ignorieren“ könne, solle man „eintauchen und diese Ein-Mann-Rocky-Horror-Picture-Show genießen“.